# Taktik (kortspel)
Taktik är ett kortspel för två spelare som ska försöka överlista varandra taktiskt och strategiskt. Spelet är ett sticktagningsspel, där olika regler gäller för de båda deltagarna. 
Vardera spelaren får tretton kort och väljer av dessa ut sju kort att spela med. Ett stick vinns av den som lagt det högsta kortet oberoende av färg. För den spelare som är giv gäller att ett vunnet stick ger poäng endast om sticket innehåller ett rött kort (det vill säga hjärter eller ruter) och ett svart (spader eller klöver). Varje sådant stick ger 5 poäng. Givens motståndare, förhanden, får poäng när korten i ett vunnet stick är endera röda eller svarta. Poängen blir då 9 för varje rött stick och 1 för varje svart.
Förhand bestämmer om en omgång ska spelas som spion, vilket innebär att given spelar ut det första kortet, eller som lönn, innebärande att båda spelarna lägger ut varsitt kort samtidigt.